# 레이 만자렉
레이먼드 대니얼 만자렉(영어: Raymond Daniel Manzarek 레이 맨제릭[*], 1939년 2월 12일 ~ 2013년 5월 20일)은 미국의 키보디스트로 록 밴드 도어스의 멤버이다. 그는 가수 겸 작사가인 짐 모리슨과 공동 작업을 벌였으며, 만자렉은 많은 라이브 쇼와 녹음 작업 중에 베이스 기타 연주자가 주로 맡았던 역할을 맡아 키보드 베이스로 연주한 것으로 유명하다. 그는 도어스의 모든 8개 스튜디오 앨범에 수록된 모든 곡을 녹음했으며, 1993년에 로큰롤 명예의 전당에 헌액되었다. 1977년부터 1978년까지 나이트 시티의 공동 창립 멤버였으며, 2001년부터 2013년 사망할 때까지 만자렉-크리거의 공동 창립자였다.

## 음반 목록

### 솔로
- The Golden Scarab (1974)
- The Whole Thing Started with Rock & Roll Now It's Out of Control (1974)
- Carmina Burana (1983)
- Love Her Madly (2006)

### 나이트 시티
- Nite City (1977)
- Starwood Club, Los Angeles. 02/23/1977 (1977)
- Golden Days Diamond Nights (1978)

## 영상 목록

### 영화
- 세기의 거래 (1983)